# Buia
Buia o Buya és un jaciment arqueològic en la depressió de Danakil, a Eritrea. És conegut pel descobriment de "Madame Buia", un fòssil d'un crani d'Homo erectus d'un milió d'anys d'antiguitat. Altres dues expedicions del 2011 i 2012 van desenterrar fòssils d'homínids antics al jaciment. S'han trobat grans quantitats de fòssils d'animals i d'eines lítiques en la zona.

## Geologia i geografia

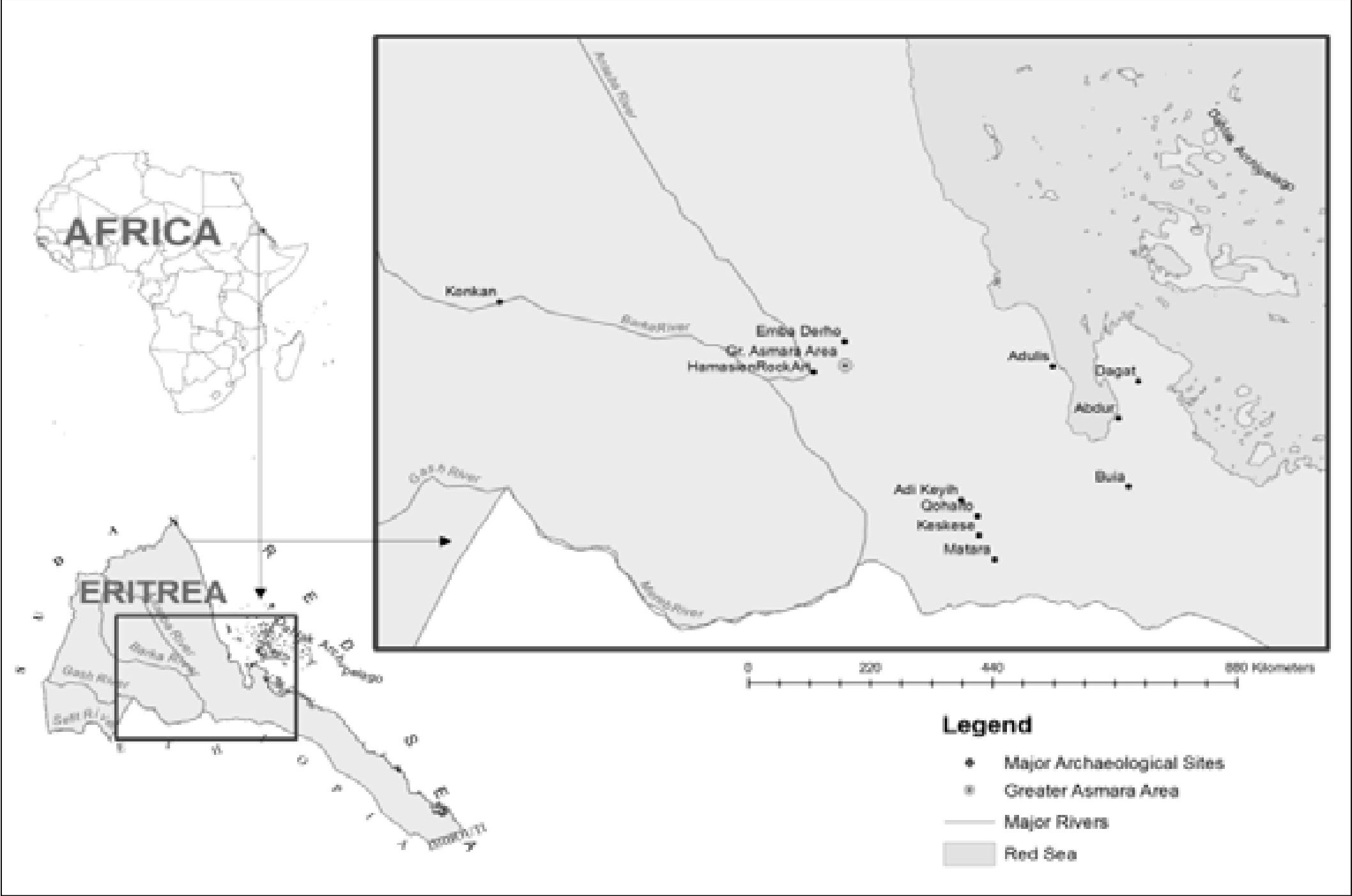
Jaciment de Buia, Eritrea

La conca de Buia és a la part nord-oest de la depressió d'Àfar. Aquesta zona conté un poble habitat pels pobles saho i àfar. Aquesta ciutat té una economia sustentada pel regadiu, el pasturatge de cabres i el comerç. El 2000, s'hi creà un campament per a persones desplaçades per la guerra entre Eritrea i Etiòpia.
El jaciment arqueològic és dins de la conca de Dandiero, que és la part nord de la Depressió de Danakil. Rep el nom pel poble buia, que es troba a 100 quilòmetres al sud-sud-est de Massaua. El lloc excavat tenia 500 m de gruix i és al sud-est de Buia, al costat dels pous d'Alad i el volcà Alid. Està cobert de llim gris i blanc i conté zones fluvials amb petites quantitats de margues. L'àrea està construïda sobre un sòcol de roca neoproterozoica. Aquest sòcol és metamòrfic i està format per roca dolomítica de baix grau, marbre, metasediments calcaris, gneis epidiorita, gneis granític i esquist de cianita d'alt grau que entrà en contacte amb llicorella grafítica.

## Arqueologia
Els estudis i excavacions de l'àrea han identificat centenars de fòssils i artefactes. Gran part dels objectes de la zona s'han associat a les cultures acheuliana i olduvaiana.
Després d'una prospecció de la zona al 1994, hi van fer estudis, el 1995, el Departament de Mines d'Asmara, el Departament de Ciències de la Terra, el Ministeri d'Energia i Mines d'Eritrea i la Universitat de Florència. Excavaren Buia entre el 1995 i el 1997 un equip de paleontòlegs eritreus i italians del Museu Nacional d'Eritrea i la Universitat de Florència. El material descobert s'emmagatzemà en el Departament de Mines d'Asmara. Els treballs arqueològics es van suspendre temporalment entre el 1998 i el 1999 a causa de la Guerra entre Etiòpia i Eritrea. La recerca es va reprendre l'any 2000; a l'any següent, es creà un laboratori dins el Museu Nacional d'Eritrea per a custodiar-ne els fòssils.

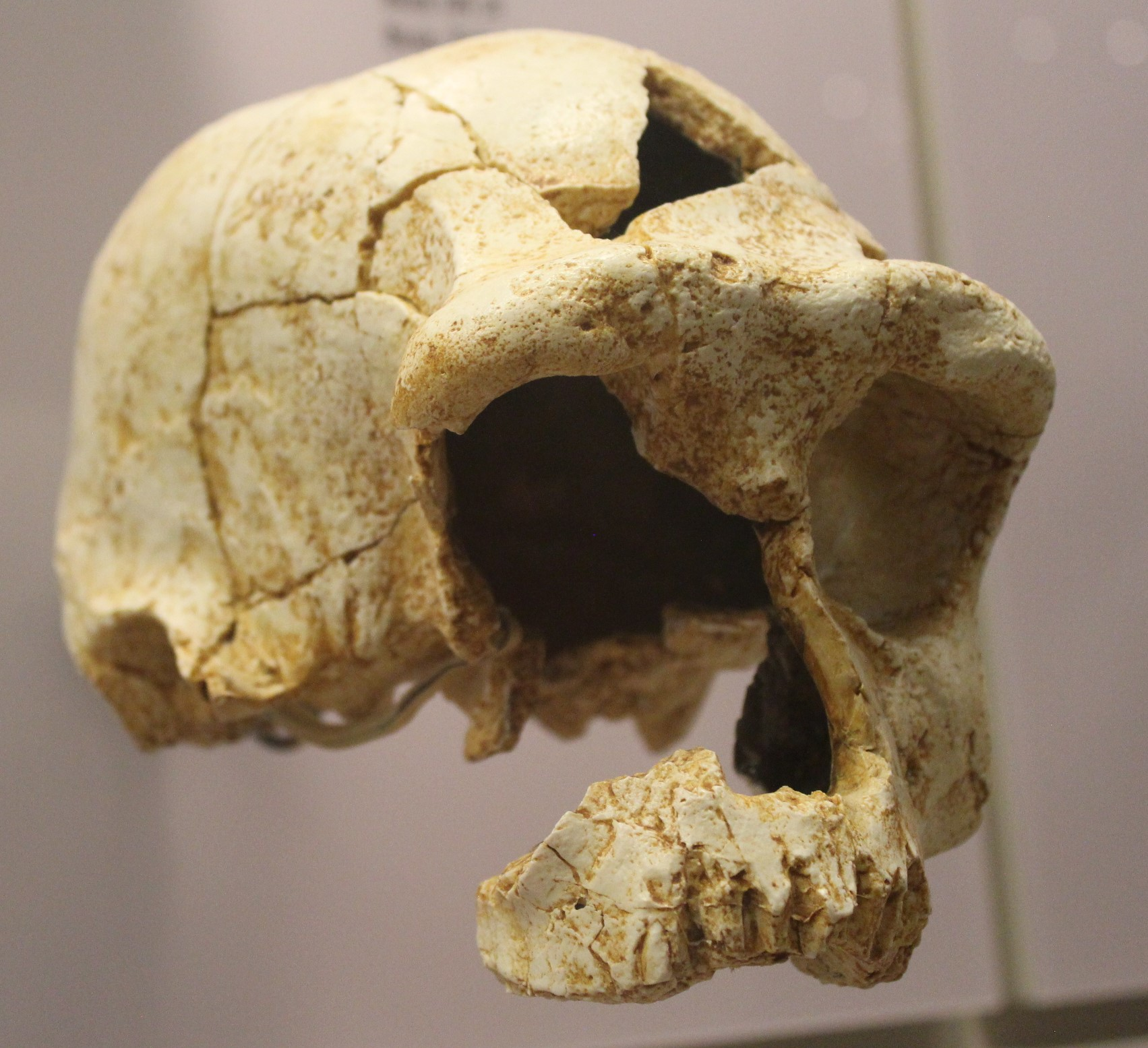
Crani de "Madame Buia"

Un dels paleontòlegs, Lorenzo Rook, en desenterrà fragments del fòssil d'Homo erectus batejat "Madame Buia". El fòssil aparegué dins de sediments d'un antic llac situat dins de la Depressió de Danakil.
Aquest esquelet consta d'un crani quasi complet, dos fragments d'una pelvis i dues dents incisives. Manca de mandíbula i de corones dentals. La majoria dels canals radiculars n'han desaparegut, tot i que alguns se'n conserven en el maxil·lar. Els canals radiculars palesen desgast oclusal, acumulació de dentina i pèrdua d'esmalt. El crani té una caixa llarga i estreta, una zona parietooccipital redona, lòbuls occipitals unflats, una zona postorbital constreta i un volum de 995 cm cúbics. Té una protuberància més pronunciada, òrbites grans i profundes, ossos zigomàtics més grans amb maxil·lar, un perfil frontal lleugerament més corbat i un endocrani més prim que altres fòssils humans arcaics. Segons una recerca publicada el 2022, els maxil·lars d'aquest fòssil són més grans que els de qualsevol altre fòssil d'homínid del Pliocé primerenc conegut. El 1995 es descobriren dos fòssils de dents permanents amb corones i arrels, així com un fragment d'os coxal. El 2003, aparegué un fragment de símfisi púbica al jaciment. Sembla que tots aquests fòssils pertanyen al mateix individu. L'anàlisi de la símfisi púbica indica que l'esquelet podria pertànyer a un individu d'entre 25 i 30 anys.
El fòssil presenta característiques tant dels esquelets d'Homo erectus com d'Homo sapiens. D'una banda, té un gran arc superciliar, un neurocrani ovalat i pòmuls amples. Aquests trets són característics d'un fòssil d'Homo erectus. A més a més, té un crani que és més ample a la part alta de la volta, i això és un tret humà modern. El fòssil té característiques tant de fòssils humans del Plistocé primerenc com del Plistocé mitjà, i dona evidència de la transició entre aquests dos períodes. Per aquestes raons, el descobriment es considera una font important d'informació sobre el desenvolupament dels éssers humans moderns. Els fòssils trobats al jaciment es dataren en un milió d'anys d'antiguitat. La datació per fissió dels fòssils en determinà una antiguitat de 0,75 ± 0,16 milions d'anys. Algunes recerques posteriors en feren una estimació d'edat de 1,3 ± 0,3 milions d'anys.
Un altre equip de paleontòlegs italians, francesos i eritreus hi realitzà una excavació el 2011. Van trobar-hi un altre fòssil d'Homo erectus. Massimo Delfino, un dels paleontòlegs, va trobar l'artefacte mentre feia un estudi de rutina en l'àrea. Un altre excavador, Husein Omar, hi va descobrir un conjunt de queixals d'entre 650.000 a 1,4 milions d'anys d'antiguitat. Segons Medin, aquest descobriment proporcionà una font vital d'informació sobre l'evolució humana durant aquest període i una oportunitat per a futures recerques a Eritrea. El 2012, els arqueòlegs pertanyents a la Universitat La Sapienza de Roma hi feren una nova expedició. Aquest projecte es coordinà amb la Universitat de Pàdua, el Museu Nacional d'Història Natural de París i la Universitat de Torí. Hi trobaren un altre fòssil d'un milió d'anys i alguns artefactes de pedra. Per aquesta troballa, el jaciment va rebre el sobrenom de "Santuari de les Amígdales" per la gran quantitat de jaciments importants. A més a més, a l'àrea s'han trobat sis rastres de petjades humanes de 800.000 anys d'antiguitat.
S'han descobert 213 objectes lítics a Buia. Segons un estudi del jaciment fet el 2004, s'hi trobaren 133 ascles, 26 palets tallats, 13 bifaços, 9 percutors, 6 nuclis, 2 martells i 1 pic trièdric. Aquests objectes aparegueren en tres àrees. L'àrea primera és en un barranc a la part nord de la zona. L'àrea segona és un terreny elevat a la part nord-est de la zona. L'àrea tres se situa al llarg dels límits de l'oest de Buia. En l'àrea primera es van trobar 98 ascles, 15 palets tallats, 8 percutors, 4 nuclis, una destral de mà, un còdol picat i un pic trièdric. Setanta-vuit d'aquests objectes presentaven vores sense desgastar i només 37 tenien un cert desgast. Les destrals i els palets tallats eren de pedra. Els percutors eren fets d'arenita quarsosa, mentre que algunes de les destrals i el pic eren de basalt. Les ascles eren sobretot de quars, tot i que també n'hi havia de marbre, basalt i quarsita. Es van recuperar 98 artefactes en total de l'àrea segona. Aquests materials són 22 ascles, 10 destrals de mà, 9 palets tallats i un còdol de basalt utilitzat com a martell. La majoria dels palets tallats d'aquesta zona no estaven usats, només tenien pàtina. Les destrals també estan la major part sense usar i són sobretot d'esquist i basalt, tot i que n'hi ha una de marbre. Un nucli és fet de marbre i un martell d'un còdol de basalt allargat i de manera ovalada. Només se'n trobaren 12 artefactes en l'àrea tercera. Aquests consisteixen en 8 ascles, 2 talladors transversals, 1 destral de mà i un nucli. Les destrals eren de còdols de marbre allargats, la destral de mà era d'una ascla de basalt i el nucli era fet d'un còdol de basalt gruixut. 6 de les ascles eren de quars i 2 de basalt. Es van identificar uns pocs objectes entre aquestes àrees: 3 ascles de basalt, 1 ascla de quars, 1 ascla de arenita quarsosa, 1 bifaç i un martell d'arenita quarsosa.

## Paleoecologia
Al jaciment s'han trobat moltes restes de flora i fauna fossilitzades, que s'han revelat a causa de l'erosió, els canvis climàtics i l'activitat volcànica. El tipus d'animals són típics de les faunes del Plistocé primerenc d'Àfrica Oriental. Les restes d'espècies extintes d'aquest període de temps inclouen Theropithecus oswaldi, Pelorovis oldowayensis, Giraffa jumae , Hexaprotodon, Hippopotamus gorgops, Palaeoloxodon recki, Palaeoloxodon recki ileretensis, Kolpochoerus olduvaiensis, Kolpochoerus majus, Metridiochoerus modestus i potencialment Giraffa pygmaea. És possible que s'hi haja identificat una nova espècie de toro, Bos buiaensis. Els fòssils de bòvids trobats a Buia contenen característiques d'urs i pelorovis. Això indica que els humans podrien haver tingut relació amb el bestiar des del Pliocé tardà.
S'hi han identificat altres restes d'animals, com ara rinoceronts blancs, cabres, zebres de Grévy, sitatungues, antílops aquàtics, rates de les canyes, piocs salvatges kori, micos, hienes tacades i una espècie de gasela no especificada. La majoria dels mamífers que es troben a Buia són espècies que depenen de l'aigua i que habiten en entorns de pasturatges o sabanes: els tàxons que apareixen a Buia, com ara l'hipopòtam, l'antílop aquàtic, el sitatunga, el cocodril, la pitó africana, el varà del Nil i els pelomedúsids són criatures que depenen de l'aigua i viuen en pasturatges o entorns de sabana. Això indica que l'àrea tenia pasturatges humits o hàbitats de sabana situats a prop de fonts d'aigua. L'evidència estratigràfica també indica que el tram alguna vegada degué ser una prada o sabana situada a prop de l'aigua. A Buia s'han trobat exemplars rars de cocodrils del Nil anteriors al Plistocé mitjà. S'han identificat molt pocs exemples d'aquesta espècie que daten d'abans del Plistocé mitjà a Àfrica. Hi van aparéixer exemplars d'espècies d'ocells dels gèneres Anhinga i Burhinus, cosa que implica que la zona tenia aigües obertes amb canyissars a prop d'àrees seques. També es van identificar fòssils de clarias, un gènere de peixos.
A Buia s'identificaren centenars de icnofòssils, els quals es poden dividir en dues categories: en forma de roseta i en forma d'anell. Potser aquests fòssils es formassen emplenant amb arena oolítica les seues petjades. No és pas clar quins organismes van poder-ho crear. Es pot inferir que els organismes de cos tou amb simetria radial en serien responsables de les petjades originàries. Probablement utilitzaren un disc de pedal per a crear la petjada. Les anemones de mar es consideren un origen potencial dels fòssils, tot i que apareixen a l'oceà, mentre que aquests fòssils es van trobar a la terra. S'han considerat altres espècies com ara Scyphozoa, tot i que els patrons en els icnofòssils són diferents als d'altres animals coneguts. Tal vegada dos nous icnotàxons en fossen responsables de les petjades. També s'han considerat orígens abiogènics, malgrat que la complexitat dels patrons suggereix fortament que tenen orígens biogènics.
Les marques de talls en ossos i carn fossilitzats mostren que una població humana del Plistocé podria haver-hi traginat cadàvers d'animals. Un fòssil de bòvid té talls profunds al coll, a prop de la jugular. Aquests talls probablement es feren amb una eina lítica i tenien com a objectiu decapitar l'animal. Un altre fòssil d'antílop aquàtic mostra marques d'esgarrapades obliqües, curtes i rectes, fetes segurament amb una eina lítica per a escorxar l'animal. Un altre fòssil de pelvis i maluc de mamífer i un fòssil de fèmur de cocodril també tenen marques d'esgarrapades que indiquen que els escorxaren. En el fèmur d'un fòssil d'hipopòtam es trobaren marques de talls en forma de V, realitzades potser amb una eina lítica per tal de separar la cama del cos. També s'identificaren tres marques de talls curtes i arquejades en el fòssil de la tíbia d'un hipopòtam que semblen haver fetes amb eines de pedra per a separar la cama de les articulacions. Les marques de mossegades en altres fòssils i copròlits trobades indiquen presència de carnívors.